# سليم بوخنشوش
سليم بوخنخوش (بالفرنسية: Salim Boukhanchouche)‏ لاعب كرة قدم دولي جزائري ولد يوم 6 أكتوبر 1991 بمدينة مروانة في الجزائر يلعب حالياً في النجم الساحلي .

## المسيرة الرياضية
لعب سابقاً في أمل مروانة ونصر حسين داي وشباب أوراس باتنة وأولمبي المدية وشبيبة القبائل ومولودية بجاية والنجم الساحلي ونادي أبها .

## وصلات خارجية
سليم بوخنشوش على موقع قاعدة بيانات كرة القدم.إي يو (الإنجليزية)
- سليم بوخنشوش على موقع ناشيونال فوتبول تيمز (الإنجليزية)
- سليم بوخنشوش على موقع Soccerway.com (الإنجليزية)